# Finzbach
Der Finzbach ist ein 13 km langer Wildbach in den Bayerischen Alpen und ein Zufluss der Isar. Das Quellgebiet liegt im Estergebirge, nahe der Esterbergalm. Östlich der Ortschaft Wallgau mündet der Finzbach linksseitig in die Isar. Die Hauptzuflüsse des Finzbaches sind der Altgraben und die Jungfinz.
Im Mittellauf durchfließt die „Finz“ auf ihrem Weg die Finzbachklamm.
Am Ende dieser Klamm wird der Bach durch eine Wehranlage aufgestaut und sein Wasser durch ein Rohrleitungssystem, an das auch die Jungfinz angeschlossen ist, dem Isarüberleitungskanal (Obernachkanal) zugeführt. Dieser Isarüberleitungskanal kreuzt auch den Finzbach mittels eines Dükers am südlichen Ortsrand von Wallgau. Grund für den Bau des Rohrleitungssystems ist, dass das Wasser im natürlichen Bachlauf schon kurz nach dem Wehr (ca. 500 m) in den kiesigen Untergrund des Talbodens versickern würde. Dadurch wäre am Kreuzungspunkt mit dem Isarüberleitungskanal kein Wasser mehr vorhanden.
In den frühen 1970er Jahren wurde der Unterlauf des Baches vom Düker bis zur Mündung in die Isar hochwassersicher verbaut.

## Fotos

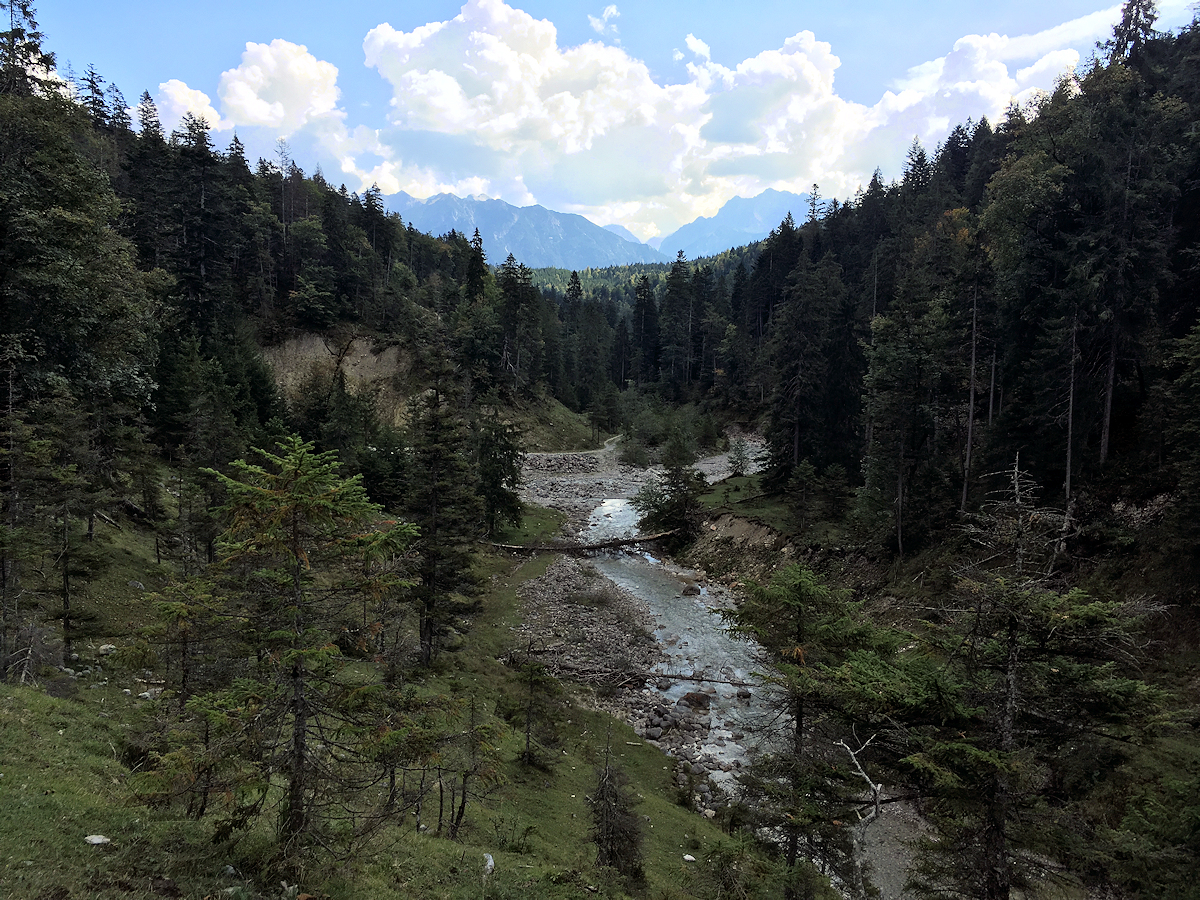
Finzbach an der Einmündung des Angerlgrabens. Im Hintergrund die Schöttelkarspitze (links) und der Wörner (rechts)
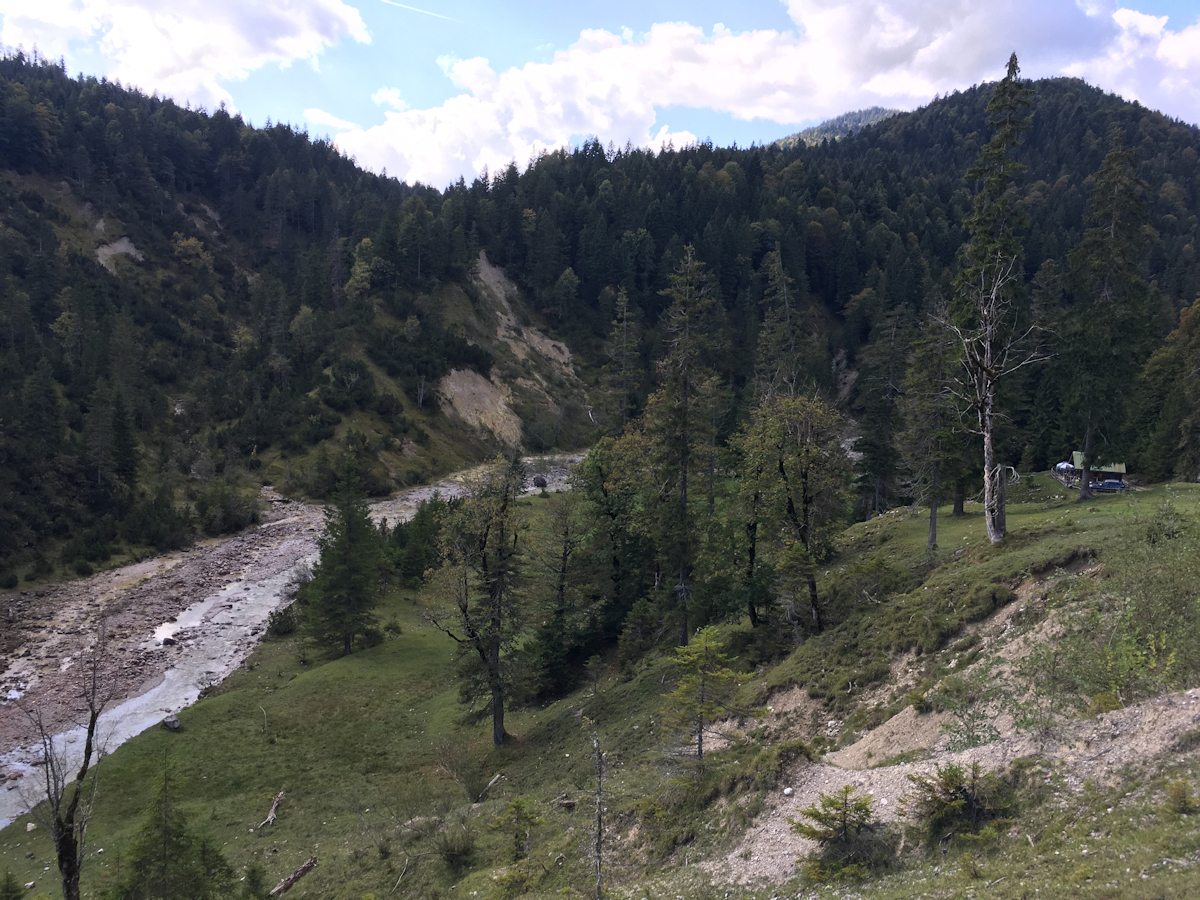
Finzbach nahe der Finzalm (rechts)
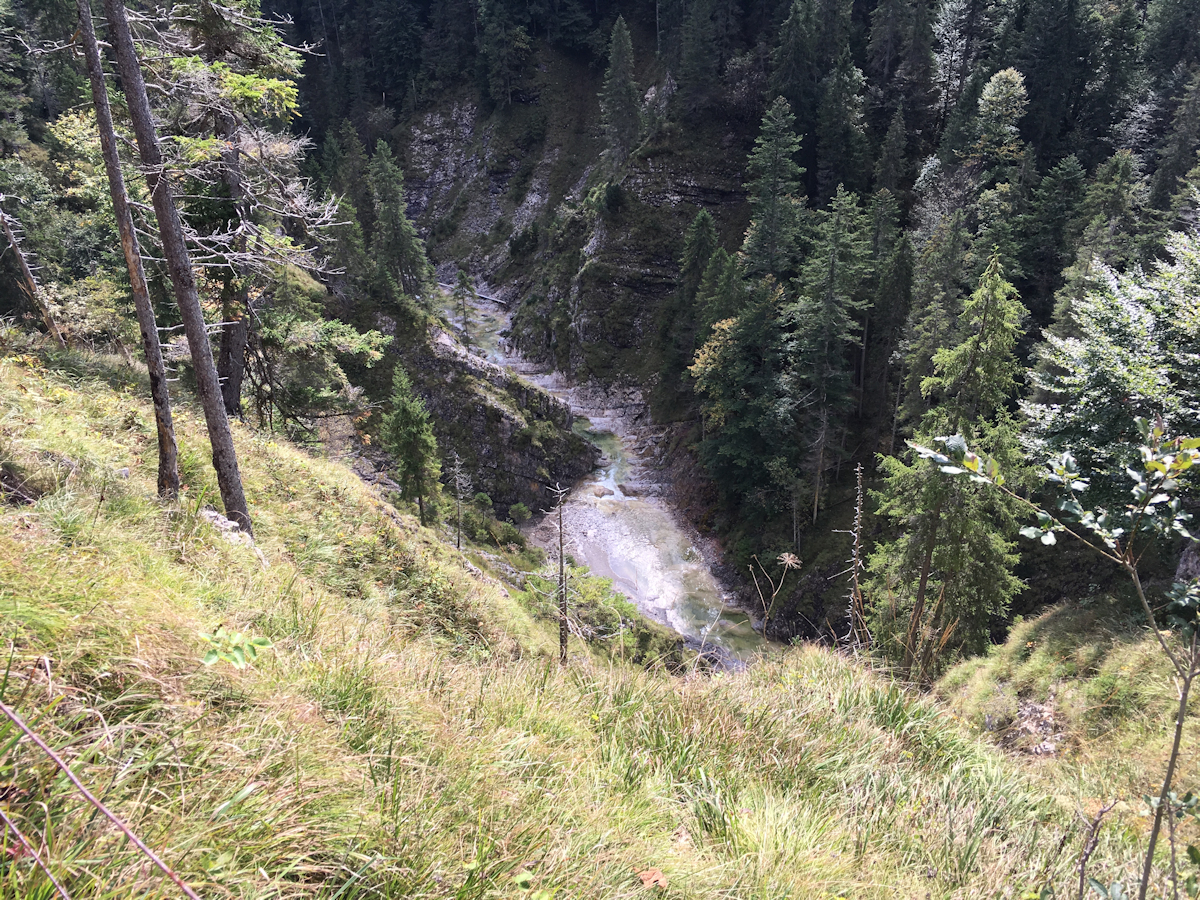
Finzbach in der Finzbachklamm
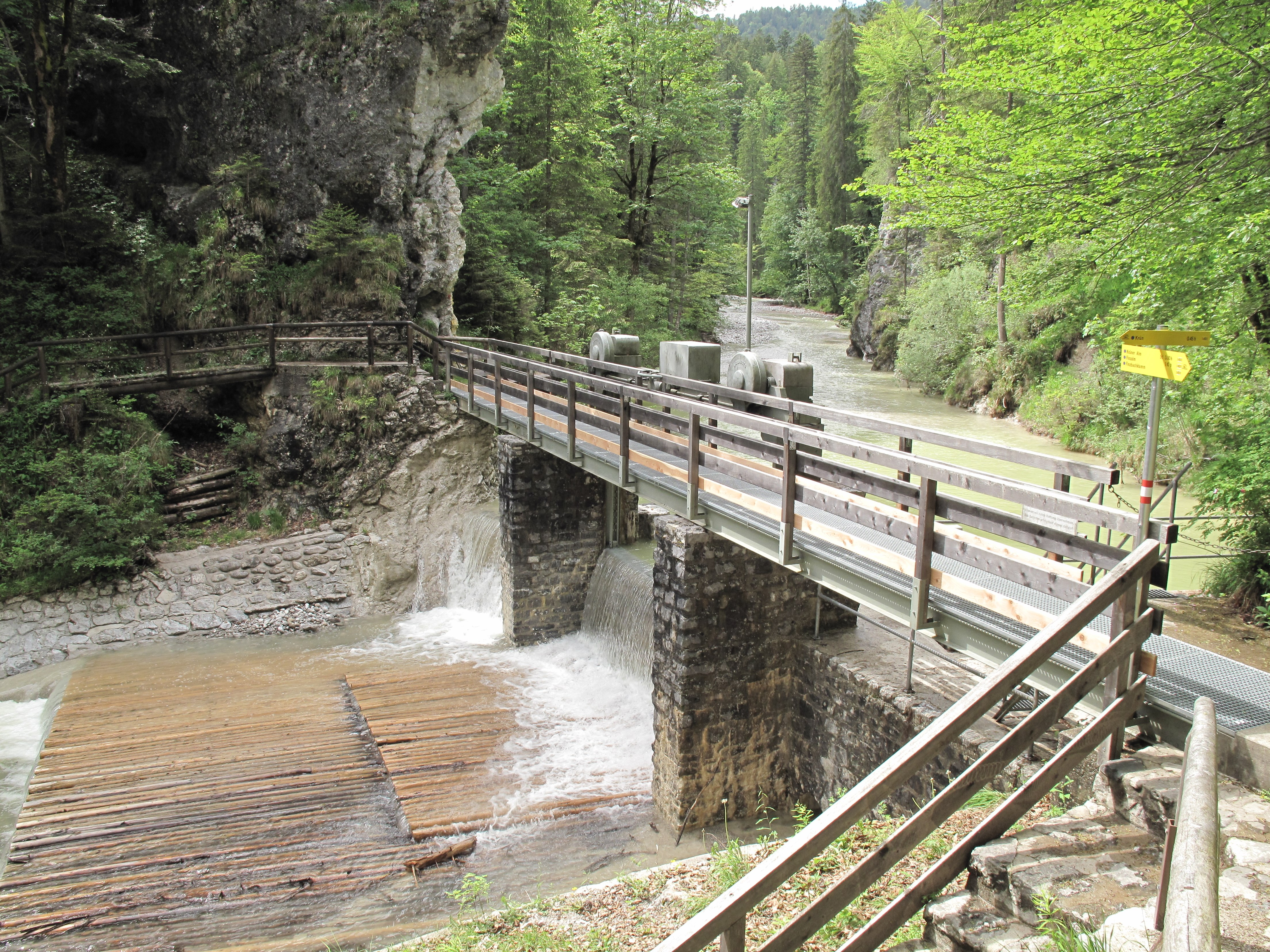
Wehranlage in der Finzbachklamm
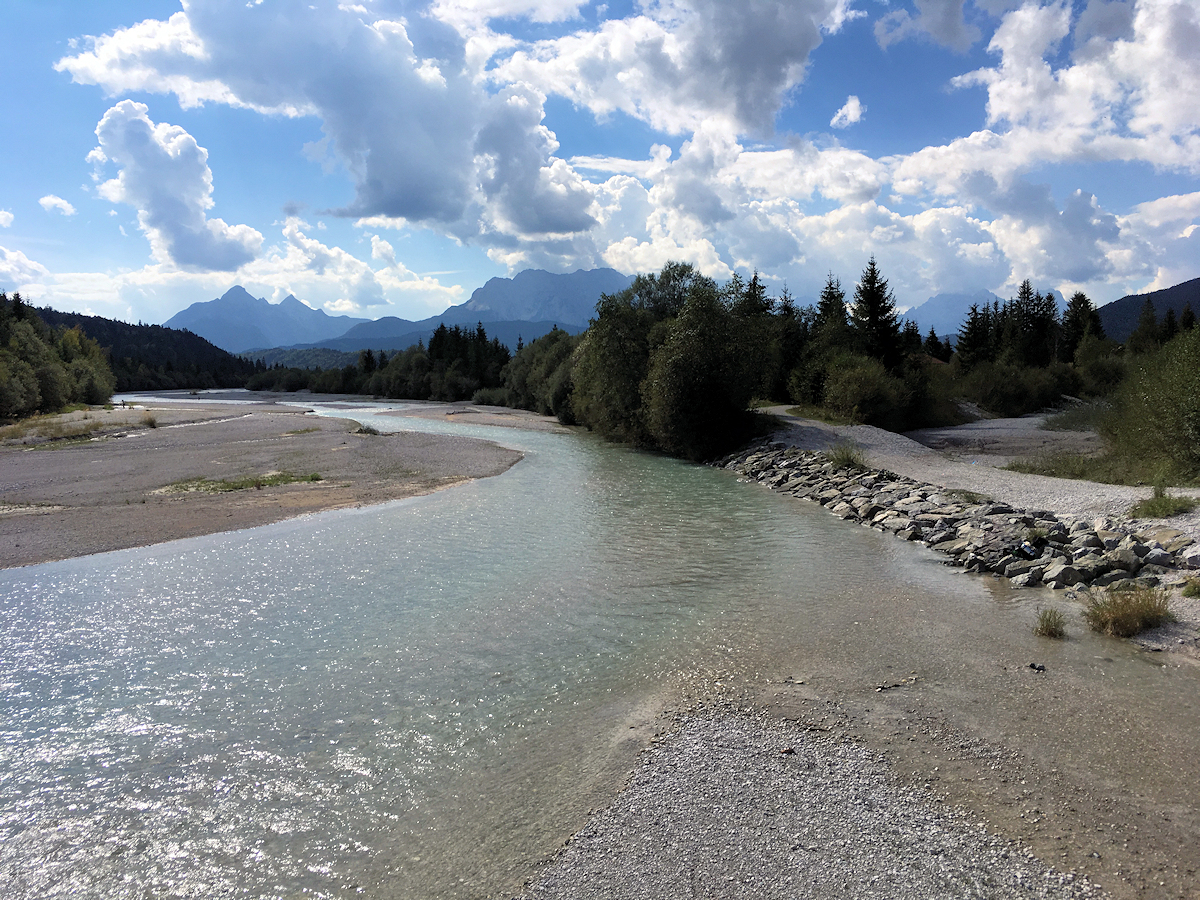
Mündung des Finzbachs (trockenes Bachbett rechts) in die Isar